# Piotr Zientarski
Piotr Benedykt Zientarski (ur. 16 kwietnia 1952 w Szczecinku) – polski polityk i prawnik, adwokat, doktor habilitowany nauk prawnych, senator VI, VII, VIII i IX kadencji, poseł na Sejm IX kadencji. W 2023 wybrany na członka Trybunału Stanu.

## Życiorys
Syn Andrzeja Zientarskiego. Absolwent I Liceum Ogólnokształcącego w Koszalinie. W 1975 ukończył studia na Wydziale Prawa i Administracji Uniwersytetu im. Adama Mickiewicza w Poznaniu. W 2010 na UAM uzyskał stopień doktora nauk prawnych ze specjalnością w zakresie prawa konstytucyjnego (na podstawie napisanej pod kierunkiem Marka Chmaja pracy pt. Organizacja wewnętrzna Senatu Rzeczypospolitej Polskiej). W 2020 habilitował się na Uniwersytecie Warmińsko-Mazurskim na podstawie rozprawy pt. Sytuacja prawna mniejszości narodowych w systemie konstytucyjnym Rzeczypospolitej Polskiej. Został adiunktem w Koszalińskiej Wyższej Szkole Nauk Humanistycznych, a także profesorem uczelni w Wyższej Szkole Gospodarki Euroregionalnej im. Alcide De Gasperi w Józefowie.
Odbył aplikację sędziowską i adwokacką oraz złożył egzamin radcowski. Pracował w Zespole Adwokackim nr 2 w Koszalinie, w 1990 zaczął prowadzić własną kancelarię. Bronił działaczy opozycyjnych w latach 80., był pełnomocnikiem biskupa koszalińsko-kołobrzeskiego. Uczył podstaw prawa w Średnim Studium Zawodowym dla Pracujących w Koszalinie.
Działacz społeczny i kulturalny, był współtwórcą Bałtyckiego Klubu Jazzowego (prezes w latach 1976–2000), prezesem Klubu Miłośników Sztuki w Koszalinie (1980–1985), prezesem zarządu Koszalińskiego Towarzystwa Kulturalno-Oświatowego.
W 2005 z ramienia Platformy Obywatelskiej został wybrany na senatora VI kadencji w okręgu koszalińskim. W Senacie pracował w Komisji Regulaminowej, Etyki i Spraw Senatorskich (jako wiceprzewodniczący) i Komisji Spraw Emigracji i Łączności z Polakami za Granicą. W wyborach parlamentarnych w 2007 po raz drugi uzyskał mandat senatorski, otrzymując 91 083 głosy. W 2011 z powodzeniem ubiegał się o reelekcję, w nowym okręgu jednomandatowym dostał 50 178 głosów. W 2015 został ponownie wybrany na senatora, otrzymując 40 452 głosy. W listopadzie 2016 został powołany na funkcję wiceministra sprawiedliwości w gabinecie cieni utworzonym przez Platformę Obywatelską. W latach 2007–2015 był członkiem Krajowej Rady Sądownictwa.
W wyborach w 2019 uzyskał mandat posła IX kadencji z ramienia Koalicji Obywatelskiej w okręgu koszalińskim, otrzymując 18 771 głosów. W 2023 bez powodzenia ubiegał się o poselską reelekcję. W 2023 Sejm X kadencji wybrał go na członka Trybunału Stanu.

## Odznaczenia
W 2001, za zasługi w działalności społecznej na rzecz Towarzystwa Przyjaciół Dzieci w Koszalinie, odznaczony Złotym Krzyżem Zasługi.

## Życie prywatne
Żonaty, ma troje dzieci.